# Do You Hear What I Hear?
Do You Hear What I Hear? est une chanson de Noël écrite en octobre 1962, écrite par Noël Regney et composée par Gloria Shayne. Le couple, marié à cette époque, l'a écrite en tant que plaidoyer pour la paix durant la crise des missiles de Cuba. Regney fut invité par un producteur de disques à écrire une chanson de Noël, mais hésitait en raison du commercialisme de Noël. La chanson s'est vendue en dizaines de millions d'exemplaires et fut reprise par des centaines d'artistes.

## Synopsis
« Do You Hear What I Hear? » raconte une histoire inspirée librement du récit de la Nativité telle que contée dans l'Évangile selon Matthieu, ajoutant des fragments de l'annonce aux bergers de l'Évangile selon Luc, bien que Jésus n'est jamais mentionné de nom ou identifié de manière explicite dans la chanson. Un vent nocturne (« night wind ») parle à un agneau d'une étoile, à la suite de quoi l'agneau dit à son jeune berger qu'il entend lui aussi une chanson forte. Ils sont tous les deux menés à un roi puissant (« mighty king »), où ils leur parlent d'un enfant dans le froid et lui demandent d'amener de l'argent et de l'or à cet enfant (un peu comme les rois mages l'avaient fait en offrant à Jésus de l'or, de l'encens et de la myrrhe). Le roi proclame une prière de paix et annonce que l'enfant va apporter de la bonté et de la lumière (« bring goodness and light »).[réf. nécessaire]

## Écriture de la chanson
Regney écrivit les paroles de la chanson tandis que Shayne composa la musique en octobre 1962. Cela était un arrangement inhabituel pour les deux compositeurs. D'habitude, c'était Shayne qui écrivait les paroles et Regney qui composait la musique, comme ils l'ont fait lors de l'écriture d'une chanson basée sur la comptine "Rain Rain Go Away",.
Regney fut inspiré à écrire les paroles « Said the night wind to the little lamb, 'Do you see what I see?' » (« Dit le vent nocturne au petit agneau, 'Est-ce que tu vois ce que je vois?' ») et « Pray for peace, people everywhere » (« Priez pour la paix, tout le monde ») en voyant des bébés être promenés dans des poussettes sur les trottoirs de New York. Shayne affirma des années plus tard dans une interview que ni l'un ni l'autre n'aurait pu interpréter la chanson en entier au moment où ils l'ont écrite en raison des émotions entourant la crise des missiles de Cuba : « Notre petite chanson nous a rompus. Vous devez réaliser qu'il y avait une menace de guerre à l'époque ».

## Enregistrements et versions

### Enregistrements d'origine
« Do You Hear What I Hear? » fut distribué peu après Thanksgiving en 1962. La chanson fut initialement enregistrée pour Mercury Records par la Harry Simeone Chorale, un groupe qui avait aussi popularisé la chanson The Little Drummer Boy, et sortit sur l'album The Wonderful Songs of Christmas with the Harry Simeone Chorale. Sur single 45 tours, elle s'est vendue à plus de 250 000 exemplaires durant les vacances de Noël 1962.
Bing Crosby fit de la chanson un succès lorsqu'il en enregistra sa propre version le 21 octobre 1963, et qui sortit en tant que single le 26 octobre. Crosby interpréta également la chanson lors de l'émission spéciale Noël de Bob Hope le 13 décembre 1963. Au cours des années, la version de Crosby fut largement jouée à la radio et fut disponible sur plusieurs albums et CD de compilations de Noël de Capitol Records.

### Reprises
La chanson fut reprise par des centaines d'artistes. Parmi les plus notoires se trouvent:
- Andy Williams (1965 - Merry Christmas)
- Pat Boone[2] (1966 - Christmas is a Comin')
- Kate Smith[2] (1966 - The Kate Smith Christmas Album)[5]
- Diahann Carroll (1967)[6] 
(apparait sur la compilation multi-interprètes de Noël Christmas Encore! de 1995)[7]
- Jim Nabors[2] (1967 - Jim Nabors' Christmas Album)
- Perry Como[2] (1968 - The Perry Como Christmas Album)[8]
- Robert Goulet[2]
(1968 - Robert Goulet's Wonderful World of Christmas)
- Mahalia Jackson[2] (1968 - Christmas with Mahalia)[9]
- Johnny Mathis[2] (1969 - Give Me Your Love for Christmas)
- Whitney Houston (1987 - A Very Special Christmas)
- Anne Murray (1988 - Anne Murray Christmas)[10]
- Glen Campbell[2] (1995 - Christmas with Glen Campbell)
- Patti LaBelle (1995 - pour une comédie musicale de Noël à Washington, DC)[11]
(2007 - Miss Patti's Christmas)
- Vanessa Lynn Williams (1996 - Star Bright)
- David Arkenstone (1997 - Enchantment: A Magical Christmas)[12]
- Destiny's Child and Kelly Rowland (2001 - 8 Days of Christmas)
- Kenny G[2] (2002 - Wishes: A Holiday Album)
- Carrie Underwood (2007)
- Órla Fallon et Méav Ní Mhaolchatha (2010 - Órla Fallon's Celtic Christmas)
- Mary J. Blige et Jessie J (2013 - A Mary Christmas)
- William Beckett (2013 - Punk Goes Christmas)
- Idina Menzel (2014 - Holiday Wishes)
- For King & Country (2020)

Regney dit que sa version préférée de la chanson fut interprétée par Robert Goulet; comme le New York Times l'a fait remarquer, lorsque le chanteur est arrivé au vers « pray for peace, people everywhere », il « a presque crié les mots ».

### Parodie
L'humoriste François Pérusse parodia la chanson dans la piste Questions d'attitude du Tome 2 de l'album du peuple.

## Classements

### Version de Whitney Houston
Houston enregistra initialement la chanson sur l'album A Very Special Christmas en 1987, omettant le premier vers. Sa version attegnit le sommet des classements Gospel Digital Songs et Gospel Streaming Songs de Billboard en 2011 (pendant 40 semaines, ce qui était un record) et en 2018 (pendant 15 semaines).

Le 25 octobre 2019, Pentatonix sortit leur reprise avec Houston. La chanson sera par la suite incluse dans le premier album de compilation du groupe, The Best of Pentatonix Christmas. La version de Pentatonix atteignit la neuvième position sur le classement US Adult Contemporary, faisant de cette version le 25ème single d'Houston à se retrouver dans le Top 10 de ce classement.
| Classement (2011)                   | Meilleure position |
| ----------------------------------- | ------------------ |
| US Gospel Digital Songs (Billboard) | 1                  |
| US Holiday 100 (Billboard)          | 35                 |

| Classement (2018)                     | Meilleure position |
| ------------------------------------- | ------------------ |
| US Gospel Streaming Songs (Billboard) | 1                  |

| Classement (2019)               | Meilleure position |
| ------------------------------- | ------------------ |
| États-Unis (Adult Contemporary) | 9                  |

| Classement (2013)                   | Position |
| ----------------------------------- | -------- |
| US Gospel Digital Songs (Billboard) | 20       |

| Classement (2016)                   | Position |
| ----------------------------------- | -------- |
| US Gospel Digital Songs (Billboard) | 23       |

| Classement (2017)                     | Position |
| ------------------------------------- | -------- |
| US Gospel Digital Songs (Billboard)   | 20       |
| US Gospel Streaming Songs (Billboard) | 30       |

| Classement (2018)                     | Position |
| ------------------------------------- | -------- |
| US Gospel Digital Songs (Billboard)   | 11       |
| US Gospel Streaming Songs (Billboard) | 26       |

| Classement (2019)                     | Position |
| ------------------------------------- | -------- |
| US Gospel Digital Songs (Billboard)   | 21       |
| US Gospel Streaming Songs (Billboard) | 27       |

| Classement (2020)                     | Position |
| ------------------------------------- | -------- |
| US Gospel Digital Songs (Billboard)   | 18       |
| US Gospel Streaming Songs (Billboard) | 16       |

| Classement (2021)                   | Position |
| ----------------------------------- | -------- |
| US Gospel Digital Songs (Billboard) | 14       |

| Classement (2022)                     | Position |
| ------------------------------------- | -------- |
| US Gospel Digital Songs (Billboard)   | 8        |
| US Gospel Streaming Songs (Billboard) | 23       |